# Elena Ries
Elena Ries (* 24. Oktober 1983) ist eine ehemalige Fußballspielerin.

## Karriere
Die nur 158 cm große Ries bestritt als Mittelfeldspielerin für den amtierenden Double-Gewinner 1. FFC Frankfurt in der Saison 1999/2000 Punktspiele in der Bundesliga. Noch vor ihrem 16. Geburtstag wurde sie bereits in drei von fünf Begegnungen eingesetzt, wobei sie 15-jährig am 19. September 1999 (4. Spieltag) beim 3:0-Sieg im Auswärtsspiel gegen den TuS Niederkirchen mit Einwechslung für Jennifer Meier ab der 79. Minute debütierte. Auch an ihrem 16. Geburtstag kam sie beim 6:0-Sieg im Auswärtsspiel gegen den Neuling 1. FC Nürnberg erneut als Einwechselspielerin für Jennifer Meier zum Einsatz. Mit dem Einsatz am letzten Spieltag der Folgesaison, bei der 2:5-Niederlage im Auswärtsspiel gegen den FFC Brauweiler Pulheim, trug sie zur errungenen Meisterschaft bei. Ihr letztes und einziges Punktspiel für den 1. FFC Frankfurt bestritt sie in der Saison 2003/04 mit dem 3:1-Sieg im Auswärtsspiel gegen den SC Freiburg mit Einwechslung in der 75. Minute für Renate Lingor.
Anschließend, von 2004 bis 2007, spielte sie für die in Rodgau im Landkreis Offenbach ansässige TGM SV Jügesheim in der Oberliga Hessen, mit der sie dreimal in Folge die Hessenmeisterschaft gewann. In der Aufstiegsrunde für die 2. Bundesliga Süd 2006/07 scheiterte ihre Mannschaft am 25. Mai 2006 am FV Löchgau, wie auch in der Aufstiegsrunde für die 2. Bundesliga Süd 2007/08 am 17. Juni 2007 am ASV Hagsfeld.
Ab der Saison 2007/08 spielte sie für Germania Wiesbaden in der drittklassigen Regionalliga Süd, aus der ihr Verein nach nur einem Jahr der Zugehörigkeit absteigen musste.
Ihr letzter Verein war Eintracht Frankfurt, für den sie von 2011 bis 2013, zunächst in der Hessenliga – Aufstieg bedingt – dann in der Regionalliga Süd Punktspiele bestritt; danach beendete sie ihre Spielerkarriere.

## Erfolge
1. FFC Frankfurt
- Deutscher Meister 2001

TGM SV Jügesheim
- Meister Oberliga Hessen 2005, 2006, 2007
- Hessenpokal-Sieger 2006

Eintracht Frankfurt
- Meister Hessenliga 2012 und  Aufstieg in die Regionalliga Süd